# 김종환 (가수)
김종환(본명: 김길남, 1966년 2월 1일~)은 대한민국의 컨템퍼러리 팝 발라드 음악 가수이자 작사가, 작곡가 겸 앨범 프로듀서이고, 사업가 겸 시인이기도 하다.
《성인 발라드 황제》, 《팝 발라드 가요계의 거장》이라는 닉네임 등으로도 불리는 그는 부부의 날 공식 홍보대사(2005년 이후)로도 유명하다.
그는 1966년 서울특별시 마포구 아현동에서 2남 2녀 중 막내로 출생하였고, 1968년 이후부터 서울 영등포구 흑석동(1980년 4월 1일 이후의 지금의 서울 동작구 흑석동)에서 성장하였다. 교원직에서 사퇴한 전직 초등 교사 출신이기도 하였었던 아버지가 병으로 인하여 일찍 사망하여 어머니 밑에서 성장했다. 은로국교, 용산중학교, 동서울상업고등학교 상업정보학과 졸업을 거쳐 신흥실업전문대학 행정학과(전문학사)를 나왔다. 1983년 고3 여름 방학 당시 언더그라운드 라이브 클럽에서 가수 첫 데뷔한 그가 2년 후 가요계(음악 분야)에 정식으로 첫 발을 디딘 것은 1985년에 옴니버스 앨범 데뷔였다.
일단 이렇게 그는, 1983년 동서울상고 3학년 여름 방학 때, 언더그라운드 라이브 클럽에서 가수 첫 데뷔하고 나서, 1985년 옴니버스 앨범 참여로 인한 가수 정식 데뷔 후 1990년 김종환 그가 작사, 작곡한 《미니스커트》라는 곡을 민해경이 불러 히트했다. 이미 그전 김종환의 1집 음반은 1985년 《'쉴 곳 없는 나'》로 시작했으나 그 당시의 음반 회사의 부도로 1집이 실패를 본다. 그로부터 11년 후 1996년에 발표한 2집 음반 《존재의 이유》가 TV 드라마 《첫사랑》의 OST로 쓰여 커다란 반응을 불러모으면서 30대 중반 이후의 김종환이 가수로서의 최고 전성기를 맞이하게 된 것은 1996년에 발표한 《존재의 이유》가 250만장 이상 판매되며 그 후 이듬해 1997년 3집 《사랑을 위하여》가 끝끝내 300만장을 넘으며 당시 최고의 아이돌이었던 H.O.T, 젝스키스, S.E.S, 핑클 등과, 당시 부동의 인기를 구가한 가수였던 김건모, 신승훈 등을 모두 제치고 1998년 골든 디스크 대상을 받게 된다. 그 후 발표하는 노래마다 현재까지 끊임없이 주부들과 온 국민의 애창곡으로 자리를 잡으며 총 앨범 판매량이 1000만장에 육박한다. 작사와 작곡에도 능통하여 본인이 부른 곡 다수를 만들었고 김수희의 《아모르》, 민해경의 《미니스커트》, 《사랑인줄 알았는데》, 노사연의 2015년 발표한 《바램》, 《사랑으로 하나가 되어(feat. 김종환 = 노사연+김종환 듀엣 곡)》, 리아 킴의 《위대한 약속》, 현숙의 《친구에서 애인으로》, 강현우의 《여자의 속성》 등을 작사, 작곡, 편곡, 프로듀싱 등을 했다.

## 학력
- 서울은로국교 졸업(1978년 2월)
- 서울용산중 졸업(1981년 2월)
- 서울용산고 1학년 1학기 전퇴(1981년 8월)→동서울상고[3] 상업정보학과 졸업(1984년 2월)
- 신흥실업전문대학 행정학과 전문학사(1986년 8월)

## 디스코그래피

### 정규 음반
- 2013년 《남남으로 만나서/ 아십니까/ 오후의 동감/ 존재의 이유 8》 ... 12집
- 2010년 《Timeless Love》  ... 11집
- 2009년 <험한 세상에 너의 다리가 되어/ 한번쯤> ... 10집
- 2007년 <겪어 보니까/ 이젠 꽃이 보인다> ... 9집
- 2005년 <둘이 하나되어/ 우인> ... 8집
- 2003년 <사랑이여 영원히/ 고백> ... 7집
- 2000년 <백년의 약속/ 서리꽃> ... 6집
- 1999년 <지금은 사랑할 때/ 사랑해 사랑해> ... 5집
- 1998년 <사랑하는 날까지/ 내 사랑에게> ... 4집
- 1997년 <사랑을 위하여/ 사랑하는 이에게> ... 3집
- 1996년 <존재의 이유/ 대책없는 너> ... 2집
- 1985년 <쉴 곳 없는 나> ... 1집

### 비정규 음반
- 1995년 <바람난 천사> ... 2nd 스페셜 앨범
- 1990년 <그대와 함께 해야 할 이별> ... 1st 스페셜 앨범

## 수상
- 2015년 대한민국연예예술상 가요발전공로상
- 2014년 대한민국연예예술상 건전가요상
- 2012년 대한민국연예예술상 성인가요 최고가수상
- 2010년 제3회 부부의 날 유공자 표창장
- 2008년 선행 예술인상 대통령상
- 2006년 제16회 서울가요대상 스포츠서울 공로상
- 2003년 제5회 한국예술실연자대상 특별공로상
- 2003년 선행가수 고건 국무총리상
- 2001년 SBS가요쇼선정 한국여성애창가요100선 1위
- 2000년 SBS서울가요대상 특별상
- 1999년 KBS가요대상 올해의 가수상
- 1998년 SBS서울가요대상 10대가수상 / SBS서울가요대상 최고작사가상
- 1998년 대한민국영상음반대상 골든디스크 대상 / 대한민국영상음반대상 10대가수 본상
- 1998년 MBC가요제전 최고인기가수상 / MBC가요제전 최고인기가요상
- 1998년 KBS가요대상 올해의 가수상 / KBS가요대상 작사상
- 1996년 골든디스크 부문 SKC 인기상